# Юшков Серафим Володимирович
Юшков Серафим Володимирович (* 4 квітня 1888–14 серпня 1952), історик держави і права, проф. Ленінградського і Моск. університетів, чл.-кор. АН УРСР (1939) і співр. її Інституту історії України. Автор праць про княжу добу: «Очерки по истории феодализма в Киевской Руси» (1939), «Общественнополитический строй и право Киевского государства» (1949), «Русская Правда» (1950) та ін.

## Біографія
Народився у с. Трофимовщина Пензенської губернії (нині Мордовська АРРФ). У 1906-10 навчався на юридичном факультете Петербурзького університету. Ще у студентські роки він виявив неабиякі здібності до наукової роботи. Юнак відвідував багаті петербурзькі архівосховища, де тривалий час вивчав оригінали унікальних писемних пам'яток часів Київської Русі. Вже тоді Серафим Юшков підготував монографічне дослідження, присвячене питанням правового становища сільської церкви на півночі Росії. Ця публікація була прихильно зустрінута науковою громадськістю. Очевидно, саме тому С. В. Юшков був залишений в університеті для підготовки до професорського звання. Молодий учений успішно пройшов стажування й, склавши магістерські іспити, 1916 р. був допущений до читання лекцій як приват-доцент Петербурзького університету. Після 1917 року працював на викладацькій роботі в Саратовському університеті, ряді педагогічних інститутів та Свердловському юридичному інституті.
З 1938 — співробітник Всесоюзного інституту юридичних наук у Москві, де з 1939 очолював сектор історії держави і права. Тісно співпрацював з українськими науковими інституціями, зокрема, з Археографічною комісією ВУАН та Інститутом історії України АН УРСР. Протягом 1943-49 працював старшим науковим співробітником Інституту історії і археології АН УРСР, у 1949-50 — Інституту історії АН УРСР.
Помер С. Юшков 14 серпня 1952 р. у підмосковному Малоярославцу де його і було поховано.

## Наукова діяльність
С. В. Юшков автор численних праць з історії держави і права України княжої доби. Запропонував власну теорію походження Русі — «До питання про походження Русі» (1914).
З ім'ям Серафима Володимировича тісно пов'язаний початок глибокого й систематичного дослідження проблем генезису феодалізму на Русі. Ще у 20-х рр. він опублікував кілька статей, присвячених природі інститутів останнього в Давньоруській державі, зокрема питанням формування феодально-залежного населення.
У 1921 опублікував працю, в якій розглядалися проблеми історії формування князівських уставів часів правління Володимира та Ярослава, запропонував власну їх класифікацію за редакціями та зводами.
1925 р. з'явилася узагальнююча розвідка «Феодальные отношения в Киевской Руси», присвячена дослідженню проблеми генезису феодалізму в Давньоруській державі. У цій праці вчений доводив, що виникнення феодальних відносин слід пов'язувати з соціально-економічним розвитком ранньосередньовічної Русі XI—XIII ст., тоді як всі попередники шукали корені феодалізму в так званому «удільному періоді» (XIV—XV ст.) вітчизняної історії.
Досліджував історію створення тексту Устава князя Володимира та Устава князя Всеволода Мстиславича — «Устав князя Всеволода: до зовнішньої історії пам'ятки» (1927).
Підготував і видав збірник текстів «Руської правди» (1935). Запропонував власну класифікацію списків цієї пам'ятки.
Вагомим внеском С. В. Юшкова в історичну науку є те, що він у комплексі розглянув державні інститути Київської Русі. Вчений показав зміст князівської влади, її походження і характер, розкрив соціальну суть віча, зробив спробу дослідити питання князівські з'їзди та організацію управління державою. Це дало йому змогу глибоко й всебічно охарактеризувати основні риси суспільно-політичного устрою Київської Русі.
За ініціативою Ю. почалося видання серіалу «Пам'ятники руського права» (перші два випуски вийшли за редакцією ученого).
Помітним явищем в історіографії Давньоруської держави кінця 30-х pp. стала фундаментальна монографія «Нариси з історії виникнення і початкового розвитку феодалізму в Київській Русі» (1939), в якій учений підбив своєрідний підсумок своїх багаторічних досліджень над проблемою генезису феодалізму в Київській державі. Структура монографії відповідає прийнятій С. Юшковим схемі поділу давньоруського суспільства на дофеодальний та феодальний періоди. На думку дослідника, вододілом між ними виступав 1054 p., коли помер Ярослав Мудрий. Характеризуючи епоху ІХ-Х ст. як дофеодальний етап в історії Русі, він наголошував на тому, що то був час, коли «починають з'являтися, особливо з половили X ст., паростки феодальних відносин». Саме тоді розпочався процес розкладу сільської общини і виділення з її середовища двох антагоністичних класів — рабів та рабовласників.
В творчому доробку С. В. Юшкова великий інтерес викликає запропонований ним у низці публікацій варіант розв'язання питання про походження Русі 20, досі не поцінований належним чином. Піддаючи критиці концепцію варязького походження Давньоруської держави і не приймаючи доказів антинорманістів, що ототожнювали Русь з дніпровськими полянами, вчений дійшов висновку про те, що перше, ніж ця назва стала вживатися в етнічному значенні, вона означала особливу соціальну групу, що стояла над слов'янами.
Вивчення княжої доби Ю. завершив фундаментальною працею «Общественно-политический строй и право Киевского государства» (1949).